# 19. ceremonia wręczenia nagród Gildii Aktorów Ekranowych
19. ceremonia wręczenia nagród Gildii Aktorów Ekranowych za rok 2012, odbyła się 27 stycznia 2013 roku, w Shrine Exposition Center w Los Angeles.
Galę wręczenia nagród transmitowała stacja TNT. Nagrody zostały przyznawane za wybitne osiągnięcia w sztuce aktorskiej w minionym roku.
Nominacje do nagród ogłoszone zostały 12 grudnia 2012 roku; prezentacji dokonali aktorzy Busy Phillipps oraz Taye Diggs.

## Laureaci i nominowani

### Produkcje kinowe

#### Wybitny występ aktora w roli pierwszoplanowej
- Daniel Day-Lewis – Lincoln
  - Bradley Cooper – Poradnik pozytywnego myślenia
  - John Hawkes – Sesje
  - Hugh Jackman – Les Misérables. Nędznicy
  - Denzel Washington – Lot

#### Wybitny występ aktorki w roli pierwszoplanowej
- Jennifer Lawrence – Poradnik pozytywnego myślenia
  - Jessica Chastain – Wróg nr 1
  - Marion Cotillard – Z krwi i kości
  - Helen Mirren – Hitchcock
  - Naomi Watts – Niemożliwe

#### Wybitny występ aktora w roli drugoplanowej
- Tommy Lee Jones – Lincoln
  - Alan Arkin – Operacja Argo
  - Javier Bardem – Skyfall
  - Philip Seymour Hoffman – Mistrz
  - Robert De Niro – Poradnik pozytywnego myślenia

#### Wybitny występ aktorki w roli drugoplanowej
- Anne Hathaway – Les Misérables. Nędznicy
  - Sally Field – Lincoln
  - Helen Hunt – Sesje
  - Nicole Kidman – Pokusa
  - Maggie Smith – Hotel Marigold

#### Wybitny występ zespołu aktorskiego w filmie kinowym
- Operacja Argo
  - Hotel Marigold
  - Les Misérables. Nędznicy
  - Lincoln
  - Poradnik pozytywnego myślenia

#### Wybitny występ zespołu kaskaderskiego w filmie kinowym
- Skyfall
  - Niesamowity Spider-Man
  - Dziedzictwo Bourne’a
  - Mroczny rycerz powstaje
  - Les Misérables. Nędznicy

### Produkcje telewizyjne

#### Wybitny występ aktora w miniserialu lub filmie telewizyjnym
- Kevin Costner – Hatfields & McCoys
  - Woody Harrelson – Zmiana w grze
  - Ed Harris – Zmiana w grze
  - Clive Owen – Hemingway i Gellhorn
  - Bill Paxton – Hatfields & McCoys

#### Wybitny występ aktorki w miniserialu lub filmie telewizyjnym
- Julianne Moore – Zmiana w grze
  - Nicole Kidman – Hemingway i Gellhorn
  - Charlotte Rampling – Bez wytchnienia
  - Sigourney Weaver – Political Animals
  - Alfre Woodard – Stalowe magnolie

#### Wybitny występ aktora w serialu dramatycznym
- Bryan Cranston – Breaking Bad
  - Steve Buscemi – Zakazane imperium
  - Jeff Daniels – Newsroom
  - Jon Hamm – Mad Men
  - Damian Lewis – Homeland

#### Wybitny występ aktorki w serialu dramatycznym
- Claire Danes – Homeland
  - Michelle Dockery – Downton Abbey
  - Jessica Lange – American Horror Story: Asylum
  - Julianna Margulies – Żona idealna
  - Maggie Smith – Downton Abbey

#### Wybitny występ aktora w serialu komediowym
- Alec Baldwin – Rockefeller Plaza 30
  - Ty Burrell – Współczesna rodzina
  - Louis C.K. – Louie
  - Jim Parsons – Teoria wielkiego podrywu
  - Eric Stonestreet – Współczesna rodzina

#### Wybitny występ aktorki w serialu komediowym
- Tina Fey – Rockefeller Plaza 30
  - Betty White – Rozpalić Cleveland
  - Edie Falco – Siostra Jackie
  - Amy Poehler – Parks and Recreation
  - Sofía Vergara – Współczesna rodzina

#### Wybitny występ zespołu aktorskiego w serialu dramatycznym
- Downton Abbey
  - Zakazane imperium
  - Breaking Bad
  - Mad Men
  - Homeland

#### Wybitny występ zespołu aktorskiego w serialu komediowym
- Współczesna rodzina
  - Rockefeller Plaza 30
  - Teoria wielkiego podrywu
  - Glee
  - Siostra Jackie
  - Biuro

#### Wybitny występ zespołu kaskaderskiego w serialu telewizyjnym
- Gra o tron
  - Zakazane imperium
  - Breaking Bad
  - Synowie Anarchii
  - Żywe trupy

### Nagroda za osiągnięcia życia
- Dick Van Dyke